# سانتياغو هويوس
سانتياغو هويوس (بالإسبانية: Santiago Hoyos)‏ (3 يونيو 1982 ببوينس آيرس في الأرجنتين - ) هو لاعب كرة قدم أرجنتيني في مركز الدفاع. لعب مع سانتوس لاغونا ونادي سان لورينزو ونادي لانوس ونادي أتليتكو للبنين ‏ وسان مارتين دي سان خوان.

## روابط خارجية
- سانتياغو هويوس على موقع قاعدة بيانات كرة القدم.إي يو (الإنجليزية)
- سانتياغو هويوس على موقع Soccerway.com (الإنجليزية)